# Prohići
Prohići su naselje u općini Srebrenica, Republika Srpska, BiH.

## Stanovništvo
Nacionalni sastav stanovništva 1991. godine, bio je sljedeći:
ukupno: 405
- Bošnjaci - 404
- ostali, neopredijeljeni i nepoznato - 1